# Tyranneau givré
Inezia subflava
Espèce
Statut de conservation UICN

 LC  : Préoccupation mineure
Le Tyranneau givré (Inezia subflava) est une espèce de passereau de la famille des Tyrannidae,.

## Systématique et distribution
Cet oiseau est représenté par deux sous-espèces selon la classification de référence du Congrès ornithologique international (version 9.1, 2019) :
- Inezia subflava obscura Zimmer, JT, 1939 : dans une zone allant de l'extrême est de la Colombie au sud-ouest du Venezuela et aux régions limitrophes du nord-ouest du Brésil ;
- Inezia subflava subflava (Sclater, PL & Salvin, 1873) : sud de l'Amazonie brésilienne et nord-est de la Bolivie (nord-est des départements de Beni et de Santa Cruz)[1],[2],[4].